# Gorizia
Gorizia (szlovénül Gorica, németül Görz, friuliul Gurize) egy kisváros Olaszországban. Gorizia megye székhelye, helyi jelentőségű ipari, kereskedelmi és turistaközpont.

## Fekvése
Az Alpok lábánál, Északkelet-Olaszországban közvetlenül a szlovén–olasz határnál. A város az Isonzó és a Vipava folyók völgyének találkozásánál fekszik. A közelben találhatók a Collio-dombok, melyeken már régóta folyik a szőlőtermesztés és bortermelés.

### Éghajlata
A város éghajlatát a bóra befolyásolja, amelynek köszönhetően bár gyakori a hideg, hegyekről leáramló levegő, az év nagy részében mégis a mediterrán, enyhe éghajlat a jellemző.

## Nevének eredete
A város elnevezése a szlovén gorica („kis hegy”) szóból ered.

## Történelme

### Története a Habsburg uralomig
A település a prehisztorikus időkben már létezett, a kis falu az Isonzó egyik gázlójára épült. Tőle nem messze feküdt az Aquileia és Emona (Ljubljana) közti kereskedelmi út, melyet a Római Birodalom fénykorában építettek meg. A település nevének első említése egy 1001. április 28-án lejegyzett oklevélen szerepel: „quae sclavonica lingua vocatur Goritia”. Az oklevél egy birtokadományozást tartalmaz, amely szerint III. Ottó német-római császár IV. Ravennai Giovanninak és a veriheni grófnak, Friuli Eppsteinnek adja át a földterületet. A 11. században a város két részből állt: kiépült egy kormányzói várnegyed, felsőváros, mely az adminisztratív teendőket végezte és a felsőváros körül kialakult az alsóváros, amely magából a faluból, lakónegyedből állt, így szerepe nagyrészt kereskedelmi jellegű volt.

### A Habsburg Birodalom alatt

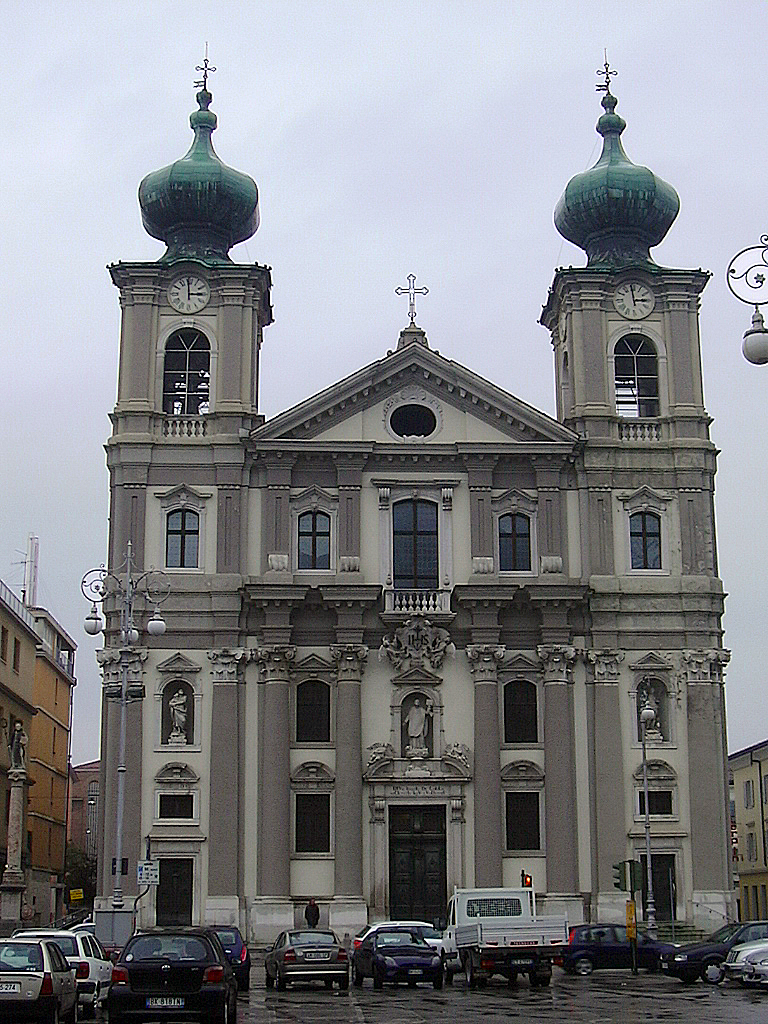
A Szent Ignác-templom

A 16. században Gorizia megye a Habsburg Birodalom tartományává vált, a Belső-Ausztriához sorolt Görz és Gradisca grófság részeként, a mai Szlovénia nagy részével együtt. A 18. század közepére a városban már törvénykezési székhely működött, ekkortól indult el a város modernizálása, barokk épületek építése. A városban katedrálist építettek, zsinagóga épült, a század végére a település kulturálisan és etnikailag sokszínűvé vált. Bonaparte Napoléon hódításai nyomán – a schönbrunni béke rendelkezése értelmében – a város 1809-től a Francia Császársághoz került, az újonnan szervezett Illír tartományok részeként. 1813-ban, a hatodik koalíciós háborúban Ausztria visszafoglalta, majd 1815-ben a bécsi kongresszus döntése hivatalosan is a Habsburg Birodalomnak ítélte. A város az Illír Királyság része lett egészen 1849-ig, amikor is létrehozták az Osztrák Tengermellék (Küstenland) tartományt, amely a Habsburg Birodalom délnyugati részén húzódott az Isonzó völgyétől az Isztriai-félszigetig. Az Osztrák–Magyar Monarchia idején Görz városát az „ausztriai Nizza” néven emlegették, köszönhetően annak, hogy a 19. század végére az osztrák arisztokrácia nyaralóhelyévé vált.

### Az I. világháború alatt
Az Olasz Királyság 1915. május 23-án hadat üzent korábbi szövetségesének, a Monarchiának, néhány nappal később már meg is jelentek az olasz csapatok a város térségében. Görz városa súlyos károkat szenvedett el az isonzói csaták során, többször is gazdát cserélt, a frontvonal közel két éven át a város közvetlen közelében húzódott. 1918-ban az olasz csapatok bevonultak a városba, majd a saint-germaini békeszerződés alapján is az Olasz Királyság kapta meg. Görz városa Gorizia néven Veneto tartomány része lett. 1927-ben Venezia Giulia tartományhoz került, melynek székhelye lett.

### A város története 1945-től

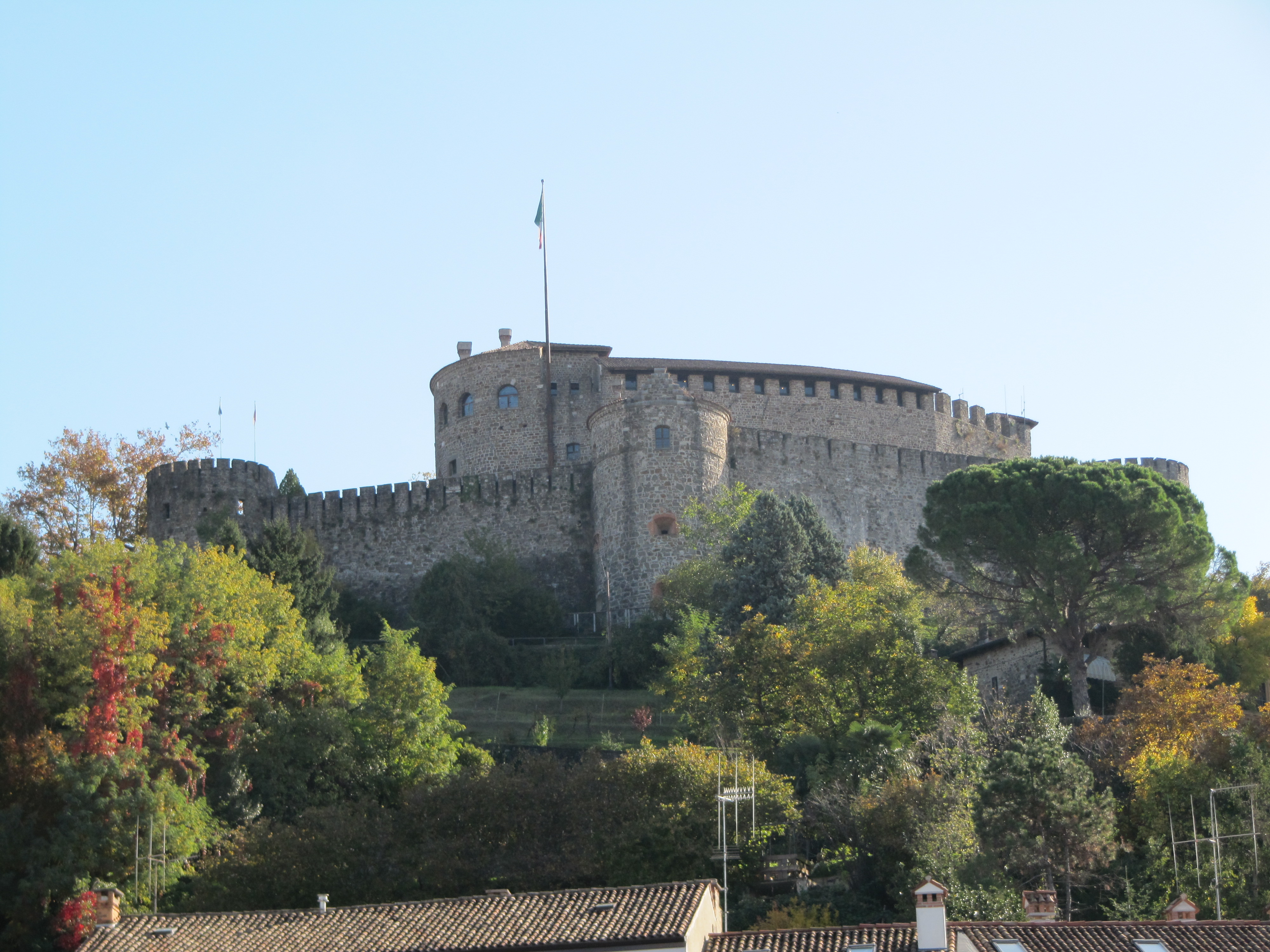
Gorizia vára

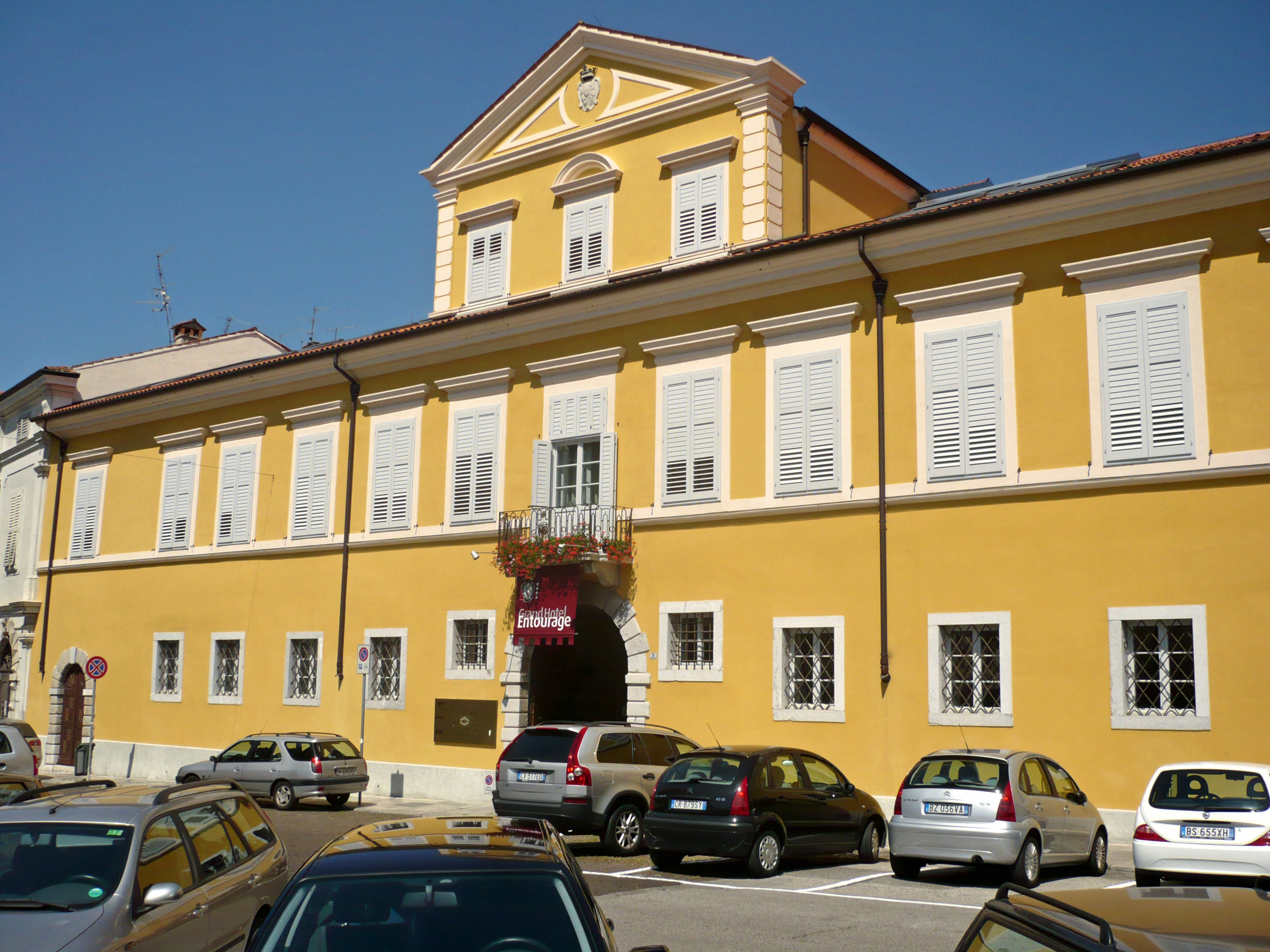
A Cronberg-palota

A második világháború alatt Gorizia Németország része lett, 1945-ig, amikor a szövetségesek szállták meg a területet, akik 1947-ig katonai kormányzást vezettek be, akkor került ismét Olaszországhoz, leszámítva néhány külső kerületet (Salcano, San Pietro), amelyeket Jugoszláviához csatoltak, így kialakult egy városon belüli nemzetközi határ. A régi vasútállomás egyik része Olaszországhoz, míg a másik része Jugoszláviához tartozott. 1948-ban a város elcsatolt keleti területein Josip Broz Tito építkezéseket kezdett, így kialakult egy önálló kisváros: Nova Gorica. Annak ellenére, hogy a határ Gorizia városban húzódott, nem beszélhettünk olyan helyzetről, mint az egykor szintén megosztott Berlin esetében, Jugoszlávia és Olaszország kapcsolata barátságos volt a második világháború utáni években. Jugoszlávia szétesése idején a tagköztársaságból elsőként kivált Szlovénia lett a továbbiakban határos a várossal. 1963-ban az Olaszországhoz tartozó területet betagolták az új Friuli-Venezia Giulia régióba, amelynek székhelyévé Triesztet tették meg. A Trieszt körüli vitatott területrészek helyzetét 1975-ben olasz–jugoszláv egyezményben véglegesítették.
2007. december 21-étől – Szlovéniának a schengeni egyezményhez történő csatlakozásával – a városon áthaladó határ elvesztette országokat elválasztó szerepét.

## Látnivalói
- A goriziai vár, melynek falait a középkorban építették, egykor adminisztratív és törvénykezési feladatokat látott el. A várban kápolna is található, amelyet Szent Bertalan tiszteletére építettek, és számos reneszánsz freskóval díszítettek.
- A katedrális, melyet a 14. században kezdtek el építeni az első világháború idején csaknem teljesen megsemmisült. A katedrális barokk stílusú, számos stukkóval díszítve.
- A legfontosabb templom Gorizia városában a Szent Ignác-templom, amelyet a jezsuiták építtettek 1680–1725 között. Az egyhajós templomot számos szobor díszíti, itt festette meg Szent Ignác dicsősége című freskóját Cristoph Tausch is.
- A Lantiari grófok házában egykor császárok és pápák is megszálltak.
- A vasútállomás és az előtte fekvő, a szlovén–olasz határ által középen kettészelt Európa tér.

## Itt született
- Környey István (1901–1988) orvos, ideggyógyász, az MTA tagja, a magyarországi idegsebészet úttörő alakja;
- Pálffy József (1904–1988) magyar földbirtokos, szolgabíró, főispán, országgyűlési képviselő;
- Carlo Rubbia (1934) Fizikai Nobel-díjas fizikus.

## Testvérvárosai
- Magyarország, Zalaegerszeg

## Fordítás
- Ez a szócikk részben vagy egészben  a   Gorizia című angol Wikipédia-szócikk ezen változatának fordításán alapul.  Az eredeti cikk szerkesztőit annak laptörténete sorolja fel. Ez a jelzés csupán a megfogalmazás eredetét és a szerzői jogokat jelzi, nem szolgál a cikkben szereplő információk forrásmegjelöléseként.